# المادة 508 تعديل قانون إعادة التأهيل لعام 1973

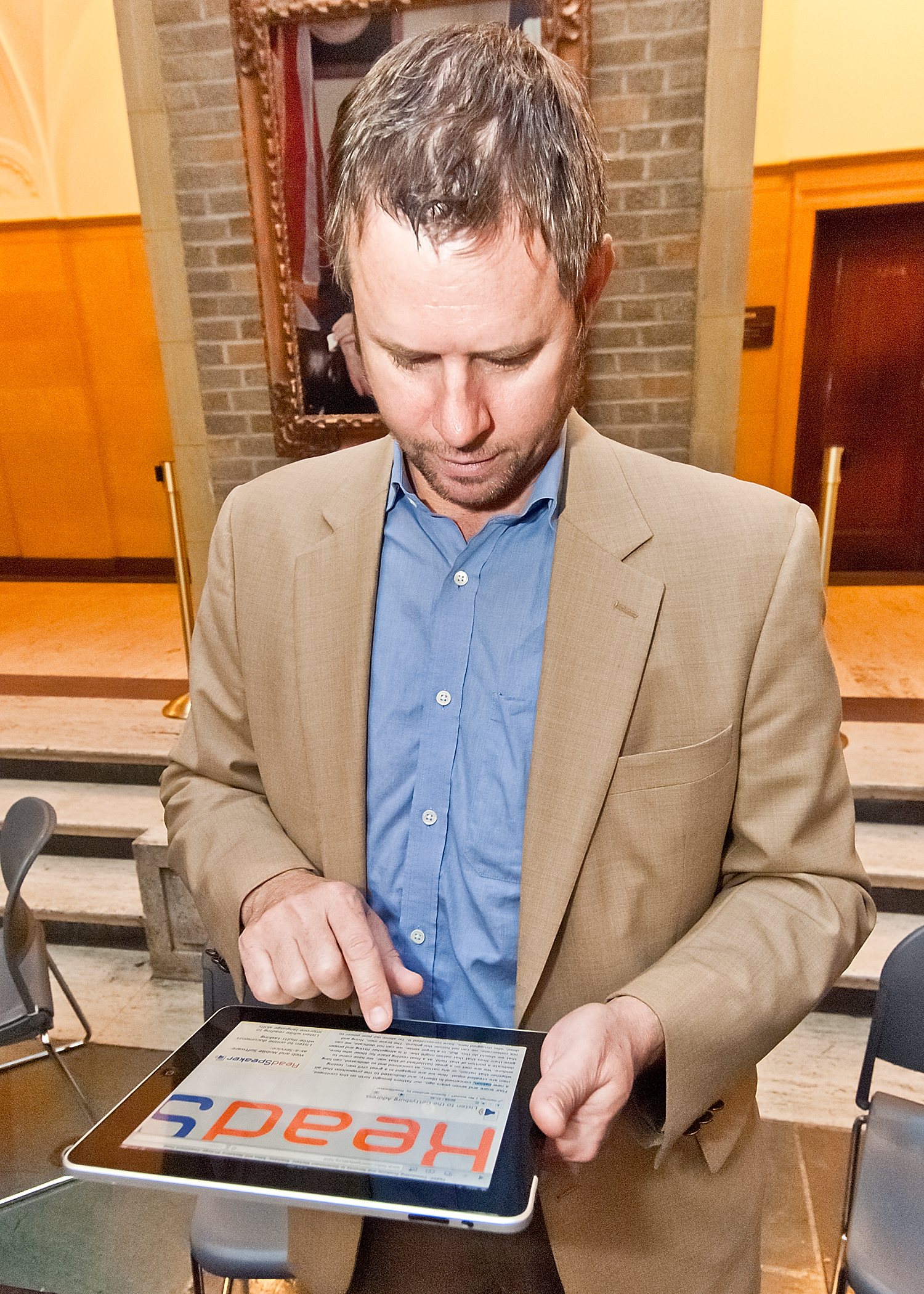
يُظهر مدير العمليات الرئيسي في FEDVC تورستن أوبرست كيف يقوم برنامجهم بقراءة أي محتوى/نص على الويب في خدمة سحابية صوتية في برنامج وزارة الزراعة الأمريكية (USDA) القسم 508 وبرنامج التوعية بالإعاقة في واشنطن العاصمة، يوم الاثنين، 31 أكتوبر .2011

في سنة 1998، عدّل الكونغرس الأمريكي قانون إعادة التأهيل ليُلزم الوكالات الفيدرالية بجعل تقنياتها الإلكترونية والمعلوماتية متاحة للأشخاص ذوي الإعاقة. وقد تم سن المادة 508 لإزالة الحواجز في تكنولوجيا المعلومات، وتوفير فرص جديدة للأشخاص ذوي الإعاقة، وتشجيع تطوير تقنيات تساهم في تحقيق هذه الأهداف. ينطبق القانون على جميع الوكالات الفيدرالية عند تطويرها أو شرائها أو صيانتها أو استخدامها لتكنولوجيا المعلومات والإلكترونيات. وبموجب المادة 508، يجب على الوكالات أن تتيح للموظفين من ذوي الإعاقة وأفراد الجمهور إمكانية الوصول إلى المعلومات بما يعادل إمكانية وصول الآخرين إليها.
القسم 508 أُضيف في الأصل كتعديل لقانون التأهيل لعام 1973 في سنة 1986. وكان القسم 508 الأصلي يتناول التقنيات الإلكترونية وتقنيات المعلومات، إدراكًا للنمو الحاصل في هذا المجال.
في سنة 1997، اقتُرح في الهيئة التشريعية الأمريكية قانون الوصول والامتثال للتقنيات الإلكترونية وتقنيات المعلومات الفدرالي، بهدف معالجة أوجه القصور في القسم 508 الأصلي؛ حيث تبيّن أن القسم 508 الأصلي كان غير فعّال في الغالب، جزئيًا بسبب غياب آليات الإنفاذ. وفي النهاية، أُقر هذا القانون الفدرالي — مع التعديلات — كالقسم 508 الجديد من قانون التأهيل لعام 1973، وذلك في سنة 1998.
يتناول القسم 508 الامتثال القانوني من خلال عملية البحث السوقي والمشتريات الحكومية، ويضع أيضًا معايير تقنية تُستخدم لتقييم ما إذا كانت المنتجات تفي بالامتثال الفني. ولأن التكنولوجيا قد تمتثل للأحكام القانونية وتُعد متوافقة قانونًا (مثلًا، عندما لا يكون هناك منتج متاح وقت الشراء)، لكنها قد لا تفي بمعايير الوصول الفني الصادرة عن مجلس الوصول الأمريكي، فإن المستخدمين كثيرًا ما يخلطون بين هاتين المسألتين. علاوة على ذلك، لا يمكن تقييم الامتثال إلا عند مراجعة عملية الشراء والوثائق المستخدمة أثناء الشراء أو التعاقد من أجل التطوير، ونظرًا لتغيرات التكنولوجيا والمعايير نفسها، فإن ذلك يتطلب فهمًا أكثر تفصيلًا للقانون والتقنية مما قد يبدو ضروريًا في البداية.
لا يوجد في القسم 508 ما يُلزم المواقع الإلكترونية الخاصة بالامتثال، إلا إذا كانت تتلقى تمويلًا فدراليًا أو مرتبطة بعقد مع وكالة فدرالية. وتشمل أفضل الممارسات التجارية المعايير التوجيهية الطوعية مثل مبادرة الوصول إلى الويب التابعة لاتحاد شبكة الويب العالمية). ويُشار إلى القسم 508 في أدوات التحقق الآلي من الوصول مثل "آي بي إم راشنال بوليسي تيستر" و"أكس فيريفايد"، لكنها تواجه صعوبة في اختبار المحتوى بدقة من حيث الوصولية.
في سنة 2006، نظم مجلس الوصول الأمريكي لجنة استشارية للاتصالات والتقنيات الإلكترونية وتقنيات المعلومات (TEITAC) لمراجعة معاييره المتعلقة بالقسم 508 وإرشادات الوصول بموجب قانون الاتصالات. وقدمت اللجنة تقريرها إلى المجلس في نيسان 2008. أصدر المجلس مسودات القواعد المقترحة المبنية على توصيات اللجنة في سنتي 2010 و2011 لأغراض التعليق العام. وفي شباط 2015، أصدر المجلس إشعارًا بمشروع قانون جديد لمعايير القسم 508.
في سنة 2017، دخل "تحديث القسم 508" حيز التنفيذ. ثم تم تعديله بعد عام، في كانون الثاني 2018، لاستعادة أحكام الوصول إلى أجهزة تي تي واي. وقد أدى هذا التحديث إلى مواءمة عناصر الويب مع معايير WCAG 2.0 AA التابعة لـW3C.

## القانون

### المؤهلات
- يمكن للوكالات الفدرالية أن تكون متوافقة قانونيًا، لكنها مع ذلك لا تفي بالمعايير التقنية. وتوضح المادة 1194.3 من القسم 508 الاستثناءات العامة، مثل استثناءات الأمن القومي (مثلًا معظم الأنظمة الرئيسية المستخدمة من قبل وكالة الأمن القومي الأمريكية)، والعناصر العرضية غير المقتناة كمنتجات عمل، والطلبات الفردية للوصول غير العام، والتغييرات الجوهرية في متطلبات المنتج الأساسية، أو الوصول من أجل الصيانة.
- وفي حال تسبب تنفيذ هذه المعايير بمشقة مفرطة على الوكالة أو القسم الفدرالي المعني، يتوجب على تلك الجهات الفدرالية توفير البيانات والمعلومات للأشخاص ذوي الإعاقة المشمولين بوسائل بديلة تتيح لهم استخدام تلك البيانات والمعلومات.
- يتطلب القسم 508 أن تكون جميع المعلومات الفدرالية المتاحة إلكترونيًا متاحة للأشخاص ذوي الإعاقة. ويجب أن تكون هذه المعلومات متاحة بطرق متعددة، تتناسب مع طبيعة كل إعاقة.
- وينص قانون التأهيل لعام 1973 على أن جميع الوكالات الفدرالية يجب أن توفر للأفراد ذوي الإعاقة التكييف المعقول، ويشمل ذلك ثلاث فئات: (1) التعديلات والتكييفات التي تتيح للشخص ذي الإعاقة أن يُؤخذ بعين الاعتبار للتوظيف، (2) التعديلات والتكييفات التي تمكّن الفرد من أداء الوظائف الأساسية للعمل، و(3) التعديلات والتكييفات التي تمكّن الموظفين من التمتع بالمزايا والامتيازات على قدم المساواة.
- وقد يحتاج بعض المستخدمين إلى برامج معينة للوصول إلى معلومات معينة.
- ولا يُطلب من الأشخاص ذوي الإعاقة استخدام صياغة محددة عند تقديم طلب تكييف معقول عند التقدم للوظيفة. ويجب على الوكالة أن تكون مرنة في معالجة جميع الطلبات. وهذا يعني أن الوكالات لا يمكنها اتباع نهج "مقاس واحد يناسب الجميع". ويجب التعامل مع كل حالة على حدة.

### الأحكام
ألزم التشريع الأصلي أن يقوم مجلس الامتثال لحواجز العمارة والنقل، المعروف باسم مجلس الوصول، بإعداد مسودة للمعايير النهائية لإتاحة مثل هذه التقنيات الإلكترونية وتقنيات المعلومات، وذلك في كانون الأول 2001. وقد تم اعتماد المعايير النهائية في نيسان 2001، ودخلت حيّز التنفيذ في 25 حزيران 2001.
وتتوفر أحدث المعلومات حول هذه المعايير، والدعم المتاح من مجلس الوصول في تنفيذها، وكذلك نتائج الدراسات التي أُجريت لتقييم الامتثال، من خلال النشرة الإخبارية "أكسس كورنتس" الصادرة عن المجلس.[1] كما تتوفر معايير القسم 508، والأدوات، والموارد، من مركز تكييف تقنيات المعلومات في مكتب السياسات الحكومية التابع لإدارة الخدمات العامة (الولايات المتحدة).

## ملخص للمعايير التقنية للقسم 508
- تطبيقات البرمجيات وأنظمة التشغيل: تشمل إمكانية الوصول إلى البرمجيات، مثلًا التنقل باستخدام لوحة المفاتيح والتركيز الذي يوفره متصفح الويب.
- معلومات وتطبيقات الإنترنت والإنترانت المستندة إلى الويب: تضمن الوصول إلى محتوى الويب، مثل الوصف النصي لأي عناصر مرئية بحيث يتمكن المستخدمون ذوو الإعاقة أو من يحتاجون إلى تقنيات مساعدة مثل قارئات الشاشة أو شاشات برايل الديناميكية من الوصول إلى المحتوى.
- منتجات الاتصالات: تتناول الوصولية لمنتجات الاتصالات مثل الهواتف المحمولة أو أنظمة البريد الصوتي. وتشمل معالجة التوافق التكنولوجي مع المعينات السمعية، والأجهزة المساعدة للاستماع، وأجهزة الاتصالات الخاصة بالصم.
- المنتجات المرئية أو المتعددة الوسائط: تشمل المتطلبات الخاصة بالترجمة النصية والوصف الصوتي للمنتجات المتعددة الوسائط مثل مواد التدريب أو الإنتاج الإعلامي المعلوماتي.
- المنتجات المغلقة والمستقلة: المنتجات التي لا يمكن للمستخدمين عادة إضافة تقنيات مساعدة إليها، مثل الأكشاك المعلوماتية وآلات النسخ وأجهزة الفاكس. ويجب أن تكون ميزات الوصول مدمجة في هذه الأنظمة.
- أجهزة الحاسوب المكتبية والمحمولة: تتناول الوصولية المتعلقة بالمنافذ القياسية، والتحكمات الميكانيكية مثل لوحات المفاتيح وشاشات اللمس.

## الممارسة
عند تقييم منتج برمجي أو مادي يمكن استخدامه في وكالة حكومية أمريكية، ينظر مدراء تقنيات المعلومات فيما إذا كان البائع قد قدم تقرير امتثال للوصولية. وأكثر هذه التقارير شيوعًا يُعرف باسم "نموذج الوصولية الطوعي للمنتج"، رغم أن بعض الأقسام قد روّجت تاريخيًا لـ "نموذج الوصولية لمنتجات الحكومة". تم إنشاء نموذج في بي اي تي من قبل مجلس صناعة تقنيات المعلومات. ويُدرج هذا النموذج الخصائص المحتملة للمنتج التي تؤثر على مدى إمكانية الوصول إليه.
ومن المسائل المهمة: هل يمكن تنفيذ وظائف البرنامج باستخدام لوحة المفاتيح، أم أنها تتطلب استخدام الفأرة، إذ أن لوحات المفاتيح يستخدمها طيف أوسع من المستخدمين. وبسبب شيوع عمى الألوان، فإن مسألة ما إذا كانت الأجهزة أو البرمجيات تنقل المعلومات الضرورية من خلال اختلافات الألوان فقط تعتبر مسألة مهمة أخرى. وبما أن ليس جميع المستخدمين يمكنهم السماع، فإن مسألة ما إذا كانت الأجهزة أو البرمجيات تنقل المعلومات الضرورية سمعيًا فقط تُعد نقطة نقاش كذلك. وإذا أمكن تهيئة المنتج لتجنب الحواجز المحتملة للاستخدام، فعادةً ما يُعتبر ذلك تكيفًا مرضيًا لمتطلبات القسم 508.
أحد التحديات التي تواجه اعتماد البرمجيات مفتوحة المصدر في الحكومة الأمريكية هو أنه لا يوجد بائع يمكنه توفير الدعم أو كتابة نموذج في بي اي تي، ولكن يمكن للمتطوعين إعداد نموذج في بي اي تي إذا تمكنوا من العثور على المعلومات اللازمة.

## روابط خارجية
- أفضل ممارسات إمكانية الوصول إلى الويب الخاصة باتفاقية CITES/DRES
- مجلس الوصول بالولايات المتحدة هو الوكالة الفيدرالية المسؤولة عن المعايير الفنية للقسم 508
- قائمة التحقق الخاصة بالقسم 508 من WebAIM.org
- USPS AS-508-A، دليل مرجعي تقني للقسم 508 بتنسيق HTML
- السجل الفيدرالي ديسمبر 2000 القسم 508 معايير إمكانية الوصول إلى التكنولوجيا الإلكترونية والمعلوماتية
- السجل الفيدرالي لشهر أبريل 2005، القسم 508، قواعد المشتريات الفيدرالية ذات الصلة
- Section508.gov - تدريب مجاني على المادة 508.
- buyaccessible.gov/ - المكان المخصص للحصول على مساعدة المشتريات بموجب القسم 508